# Stasimopus dubius
Stasimopus dubius är en spindelart som beskrevs av Hewitt 1913. Stasimopus dubius ingår i släktet Stasimopus och familjen Ctenizidae. Inga underarter finns listade i Catalogue of Life.